# Нежен лопен
Нежен лопен (Verbascum humile) е цъфтящо растение, вид лопен, балкански субендемит, разпространен в района на Западното Черноморие в България през Източните Родопи и на юг до европейската част на Турция.

## Разпространение и местообитания
На север ареалът му достига до Белослав и Девня, а на юг преминава през Средна и Източна Стара планина (Сините камъни, над Глушник, между Котел Жеравна и други райони от Сливенския Балкан), Средни и Източни Родопи (край селата Русалско и Камилски дол, Ардино, Крумовград, Сусам, долината на река Въча, Фотиново). Среща се и в европейската част на Турция. Расте по варовити скалисти, каменисти и сухи тревисти места на излужени канелени и хумусно-карбонатни почви, в долния планински пояс.

## Описание на вида
Цъфти от май до юли, а плодовете узряват от юни до октомври. Възобновява се твърде бавно. Размножава се със семена.